# 1934 în literatură
Anul 1934 în literatură a implicat o serie de evenimente și cărți noi semnificative. 

## Premii
- Premiul Nobel pentru Literatură:
- Premiul Goncourt: Căpitanul Conan de Roger Vercel